# Eurotamandua
Eurotamandua je rod vyhynulého savce ze středního eocénu, zřejmě zástupce řádu luskouni (Pholidota).
Jeho kompletní kostra byla objevena v Messelském dole v Německu, k popisu jediného známého druhu E. joresi došlo roku 1981. Na základě své protažené bezzubé lebky a robustních končetin s velkými předními tlapami byl Eurotamandua zprvu pokládán za nejstaršího známého mravenečníka, přičemž prvotně byl klasifikován přímo v rámci recentní čeledi Myrmecophagidae. Toto systematické zařazení měly podporovat i další skeletární charakteristiky, včetně tzv. xenartrálního skloubení obratlů typického pro chudozubé (jehož přítomnost byla později vyvrácena).
Nález se stal paleontologickou senzací, neboť by šlo o prvního známého chudozubého žijícího mimo americký kontinent, což otevíralo hypotézy jejich mezikontinentálních migrací. Eurotamandua zároveň předchází nejstarším fosilním mravenečníkům, již pocházejí teprve z miocénu. Prvotní výklad se však brzy dočkal zpochybnění. Podle dalších interpretací měl být Eurotamandua příbuzný se zástupci vyhynulého řádu Palaeanodonta, tvořit samostatný řád Afredentata, anebo mělo jít o luskouna (na základě srovnání s messelským luskounem rodu Eomanis, jenž byl dokonce považován za mládě rodu Eurotamandua). Studie z roku 2009 rod Eurotamandua identifikovala jako kmenového zástupce luskounů (nikoli však nejprimitivnějšího), přičemž luskouni mohou být blízce příbuzní řádu Palaeanodonta, nikoli však chudozubým. Oproti současným žijícím luskounům rod Eurotamandua postrádal charakteristické šupiny.